# Burley (Rutland)
Burley is een civil parish in het bestuurlijke gebied Rutland, in het Engelse graafschap Rutland met 325 inwoners.